# Oreodera chemsaki
Oreodera chemsaki là một loài bọ cánh cứng trong họ Cerambycidae.